# Providence (Rhode Island)
Providence (o Providencia en español) es la capital y la ciudad más grande de Rhode Island en los Estados Unidos, y una de las primeras ciudades en ser fundadas en ese país. Ubicada en el condado de Providence, la ciudad es la segunda más grande de Nueva Inglaterra. Su población en 2010 era de 178 042 habitantes, mientras que la de su área metropolitana era de 1 600 856 habitantes.
Anteriormente apodada la «Colmena de la Industria», Providence empezó a promocionarse como «la Capital Creativa» en 2009 para hacer énfasis en sus recursos educativos y en su comunidad artística. Su alias anterior era «Ciudad del Renacimiento», aunque en 2010 el porcentaje de población bajo el umbral de la pobreza era del 29.1%.

## Historia

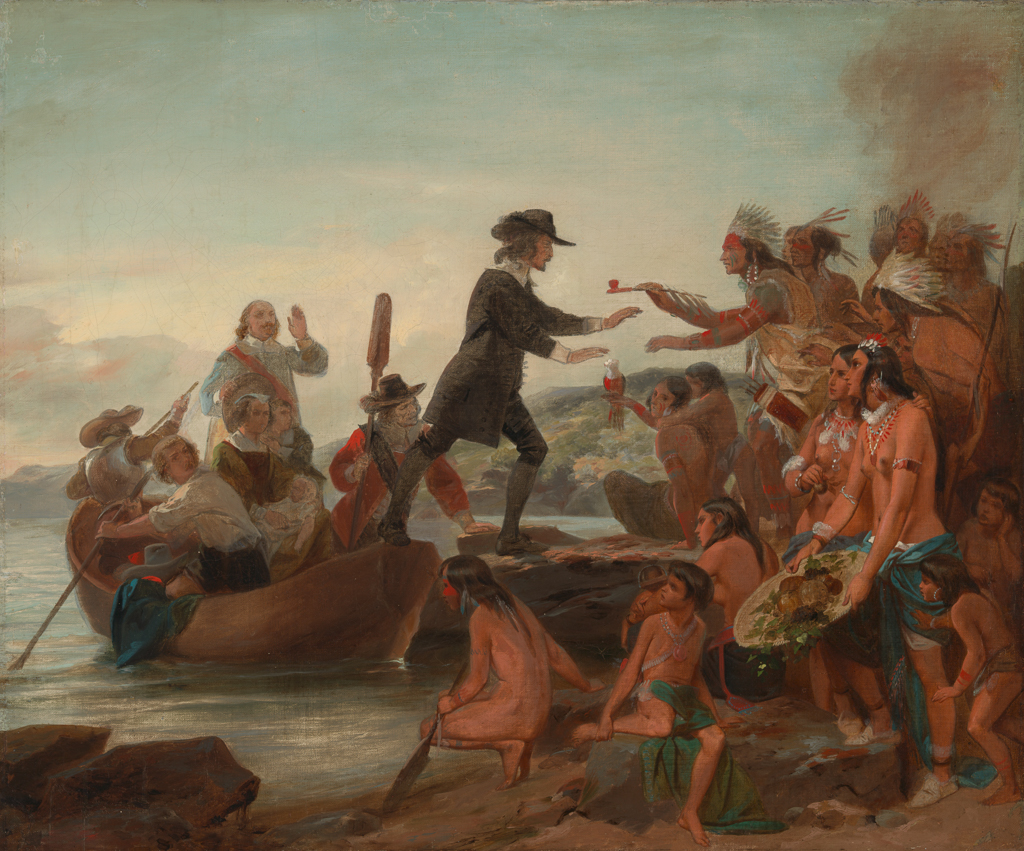
The Landing of Roger Williams in 1636 (El desembarco de Roger Williams en 1636) del pintor hispano-estadounidense Alonzo Chappel

Providence fue fundada en junio de 1636 por el teólogo puritano Roger Williams y se convirtió en una de las Trece Colonias originales. Como ministro en la Colonia de la bahía de Massachusetts, Williams abogó por la separación de la iglesia y el estado y condenó la confiscación de tierras de los nativos americanos por parte de los colonos. Por estas "opiniones diversas, nuevas y peligrosas" fue condenado por sedición y herejía y desterrado de la colonia. Williams y otros establecieron un asentamiento en Rumford.
Más tarde, el grupo se trasladó río abajo por el río Seekonk, alrededor del punto ahora conocido como Fox Point y río arriba por el río Providence hasta la confluencia de los ríos Moshassuck y Woonasquatucket. Aquí establecieron un nuevo asentamiento al que denominaron "Plantaciones de Providence", uno de los primeros pueblos en los Estados Unidos de la era colonial.
A diferencia de Salem y Boston, Providence carecía de una carta real. Los colonos se organizaron así, asignando terrenos en el lado este del río (el East Side) en 1638. Aproximadamente seis acres cada uno, estos lotes de casas se extendían desde Towne Street (ahora South Main Street) hasta Hope Street.
En 1652, Providence prohibió la esclavitud africana y afroamericana por períodos de más de 10 años. Este estatuto constituyó la primera ley contra la esclavitud en los Estados Unidos, aunque no hay evidencia de que la prohibición se haya aplicado alguna vez.
En marzo de 1676, los narragansetts incendiaron Providence Plantations como parte de la Guerra del Rey Felipe. Más adelante en el año, la legislatura de Rhode Island reprendió formalmente a las otras colonias por provocar la guerra.
En 1770, la Universidad de Brown se trasladó a Providence desde la cercana Warren. En ese momento, la universidad se conocía como Rhode Island College y ocupaba un solo edificio en College Hill. La elección de la universidad de trasladarse a Providence en lugar de Newport simbolizó un alejamiento mayor del dominio comercial y político de esta última ciudad sobre el estado.

### Guerra de Independencia
Los residentes de Providence estuvieron entre los primeros patriotas en derramar sangre en el período previo a la Guerra de Independencia durante el asunto Gaspee de 1772, y Rhode Island fue la primera de las Trece Colonias en renunciar a su lealtad a la Corona británica en el 4 de mayo de 1776. También fue el último de los Trece Estados en ratificar la Constitución de los Estados Unidos el 29 de mayo de 1790, una vez que se aseguraron que la Carta de Derechos se convertiría en parte de la Constitución.

### SigloXIX
Después de la guerra, Providence fue la novena ciudad más grande del país con 7614 habitantes. La economía pasó de los esfuerzos marítimos a la manufactura, en particular maquinaria, herramientas, platería, joyería y textiles. A principios del siglo XX, Providence albergaba algunas de las plantas de fabricación más grandes del país, incluidas Brown & Sharpe, Nicholson File y Gorham Manufacturing Company.
Los residentes de Providence ratificaron una carta de la ciudad en 1831 cuando la población superó los 17 000. La sede del gobierno de la ciudad estuvo ubicada en Market House en Market Square desde 1832 hasta 1878, que fue el centro geográfico y social de la ciudad. Las oficinas de la ciudad pronto superaron este edificio y el Ayuntamiento resolvió crear un edificio municipal permanente en 1845. Las oficinas de la ciudad se mudaron al Ayuntamiento de Providence en 1878.
La política local se dividió por la esclavitud durante la Guerra de Secesión, ya que muchos tenían vínculos con el algodón sureño y la trata de esclavos. A pesar de la ambivalencia con respecto a la guerra, el número de voluntarios militares superaba habitualmente la cuota y la fabricación de la ciudad resultó invaluable para la Unión. Providence prosperó después de la guerra y las oleadas de inmigrantes elevaron la población de 54 595 habitantes en 1865 a 175 597 en 1900.

### SigloXX
A principios del siglo XX, Providence era una de las ciudades más ricas de los Estados Unidos. La mano de obra inmigrante impulsó uno de los centros de fabricación industrial más grandes del país. Providence era un importante fabricante de productos industriales, desde máquinas de vapor hasta herramientas de precisión, platería, tornillos y textiles. Las empresas gigantes tenían su sede en o cerca de Providence, como Brown & Sharpe, Corliss Steam Engine Company, Babcock & Wilcox, Grinnell Corporation, Gorham Manufacturing Company, Nicholson File y la empresa textil Fruit of the Loom.
Desde 1975 hasta 1982, se invirtieron $606 millones de fondos de desarrollo comunitario local y nacional en toda la ciudad. En la década de 1990, la ciudad impulsó la revitalización, realineando las vías del tren norte-sur, eliminando el enorme viaducto ferroviario que separaba el centro del edificio del capitolio, descubriendo y moviendo los ríos (que habían sido cubiertos por puentes pavimentados) para crear Waterplace Park y paseos por el río a lo largo de las orillas de los ríos y la construcción de la pista de patinaje Fleet (ahora Alex and Ani City Center) y el Providence Place Mall.

### SigloXXI
A principios de la década de 2000, Providence emprendió un plan de desarrollo económico que describía un cambio planificado hacia una economía del conocimiento. Estos esfuerzos implicaron el cambio de marca del anteriormente Industrial Jewelry District como un nuevo "Knowledge District".
A pesar de las nuevas inversiones, la pobreza sigue siendo un problema arraigado. Aproximadamente el 27,9 por ciento de la población de la ciudad vive por debajo del umbral de la pobreza. Los aumentos recientes en los valores inmobiliarios exacerban aún más los problemas para aquellos con niveles de ingresos marginales, ya que Providence tuvo el aumento más alto en el precio medio de la vivienda de cualquier ciudad en los Estados Unidos entre 2004 y 2005.

## Geografía
Según la Oficina del Censo, la ciudad tiene un área total de 112,7 km², de la cual 99,7 km² es tierra y 5,4 km² (10%) es agua.
Providence se encuentra en la cabecera de la bahía Narragansett, con el río Providence, formado por la confluencia de los ríos Moshassuck y Woonasquatucket, fluyendo hacia la bahía a través del Downtown.
Providence está fundada sobre siete colinas. Las más prominentes son: Constitution Hill (cerca del Downtown), College Hill (al este del río Providence), y Federal Hill (al oeste del Downtown). Las otras cuatro son Tockwotten Hill, Smith Hill, Christian Hill y Weybosset Hill.

### Barrios

Mapa de Providence

tiene 25 vecindarios oficiales, aunque estos vecindarios a menudo se agrupan y se denominan colectivamente:
- El East Side es una región que comprende los vecindarios de Blackstone, Hope (también conocido como Summit), Mount Hope, College Hill, Wayland y Fox Point.
- El Distrito de Joyería describe el área delimitada por la I-95, la antigua I-195 y el río Providence. La ciudad se ha esforzado por cambiar el nombre de esta área a Distrito del Conocimiento para reflejar el nuevo desarrollo de la economía basada en la tecnología y las ciencias de la vida del área.
- El North End está formado por la concatenación de los barrios de Charles, Wanskuck, Smith Hill, Elmhurst y Mount Pleasant.
- El lado sur (o South Providence) consta de los vecindarios de Elmwood, Lower South Providence, Upper South Providence, Washington Park y West End.
- West Broadway es un barrio reconocido oficialmente con su propia asociación. Se superpone con la mitad sur de Federal Hill y la parte norte del West End.

### Paisaje urbano

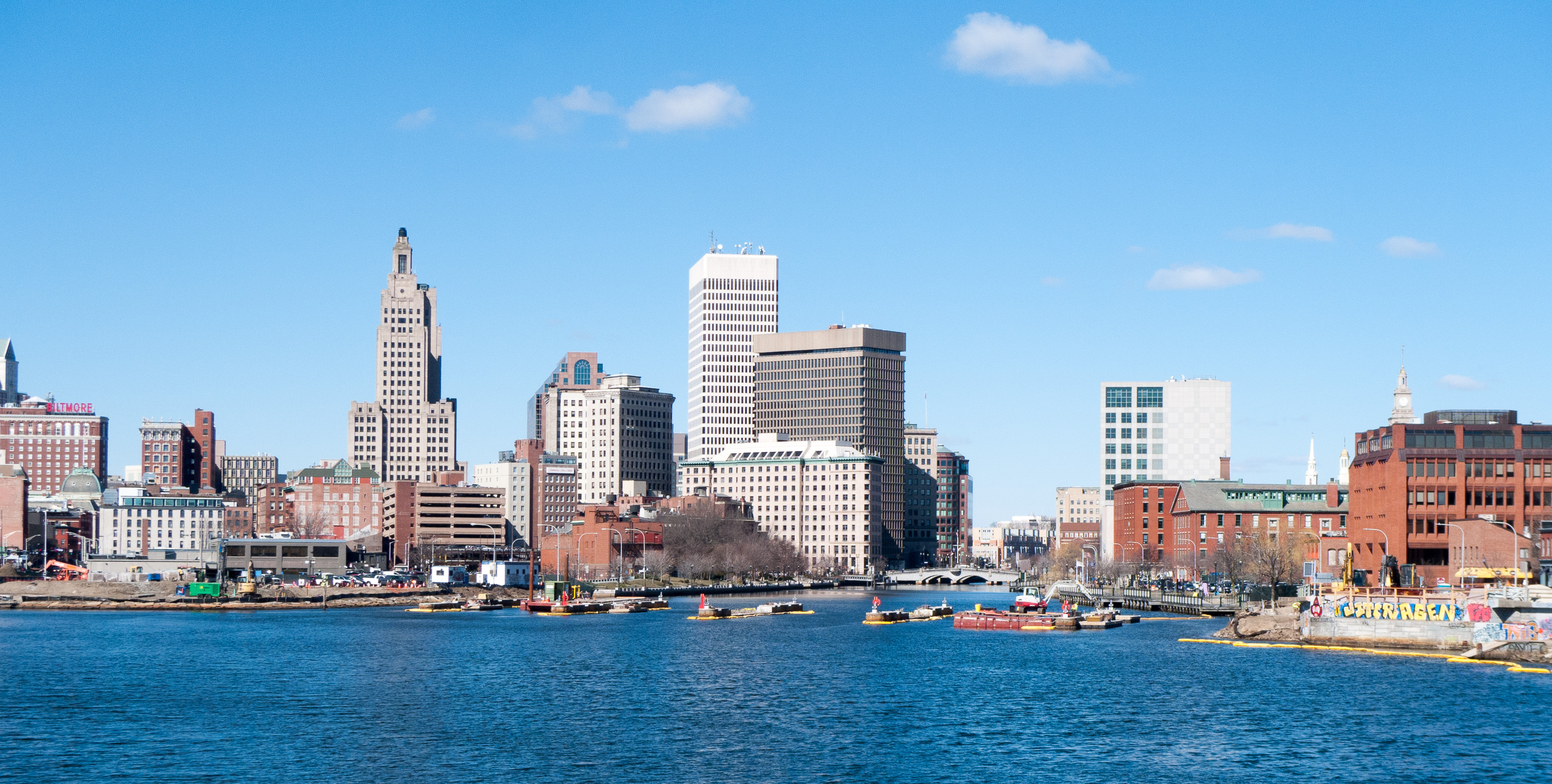
El skyline de Providence visto desde el otro lado del río Providence

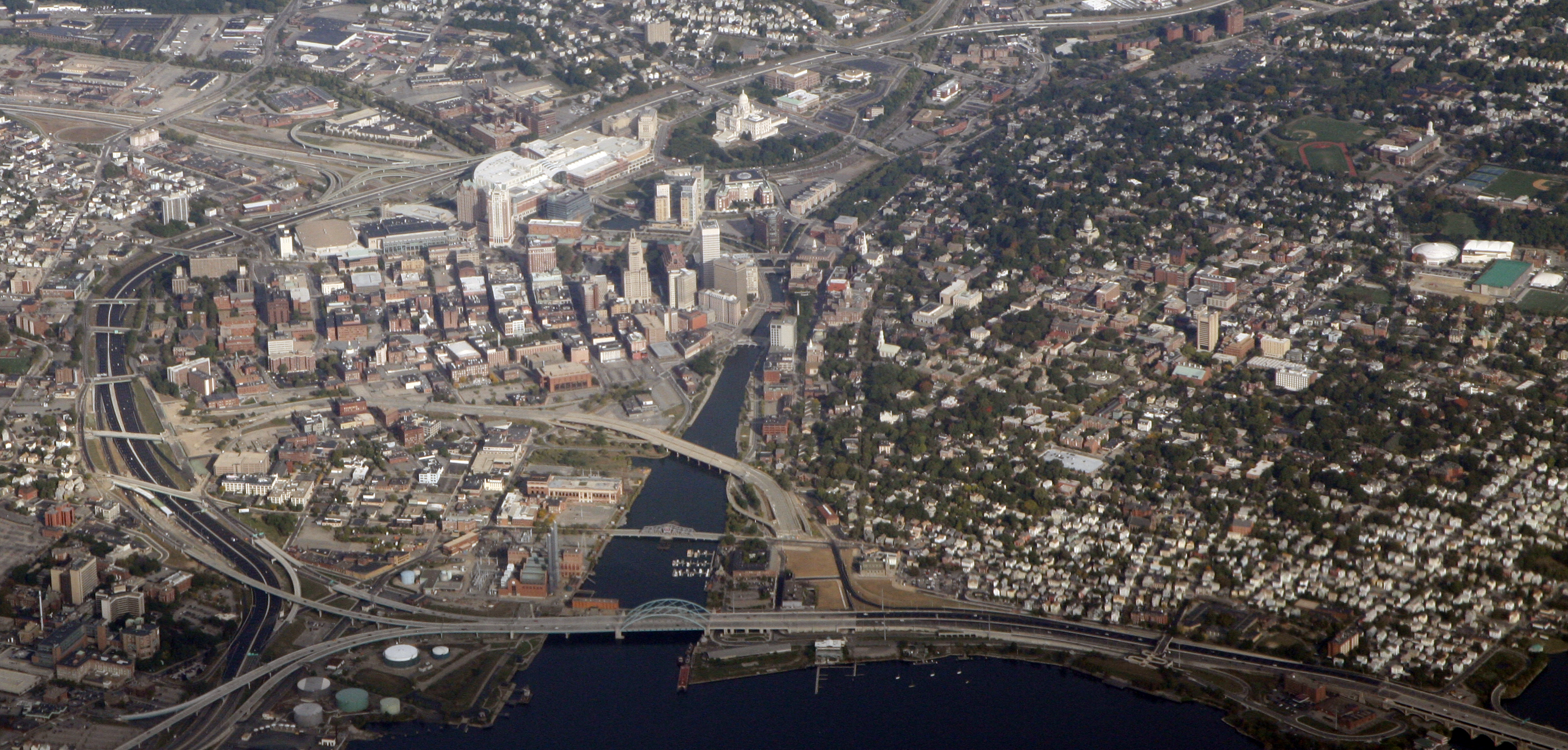
Downtown Providence y el East Side, en 2010

Geográficamente, Providence es compacta, característica de las ciudades de la Costa Este que se desarrollaron antes del uso del automóvil. Se encuentra entre las ciudades más densamente pobladas del país y cuenta con el octavo porcentaje más alto de viajeros peatonales. El trazado de las calles de la ciudad es irregular; más de mil calles corren al azar, conectando y saliendo de lugares tradicionalmente bulliciosos como Market Square.
Downtown Providence tiene numerosos edificios comerciales del siglo XIX en los estilos arquitectónicos federal y victoriano, así como varios edificios posmodernos y modernistas. En particular, aparece una separación espacial bastante clara entre las áreas de desarrollo anterior a la década de 1980 y desarrollo posterior a la década de 1980; West Exchange Street y Exchange Terrace sirven como límites aproximados entre los dos.
El área más nueva, a veces llamada "Capitol Center", incluye Providence Place Mall (1999), Omni Providence Hotel (1993) y Residences Providence (2007), GTECH Corporation (2006), condominios Waterplace Towers (2007) y Parque Waterplace (1994). El área tiende hacia un desarrollo más nuevo, ya que gran parte es tierra recuperada en la década de 1970 de una masa de vías férreas a las que se hace referencia coloquialmente como el "Muro chino". Esta parte del Centro se caracteriza por espacios abiertos, calles anchas y paisajismo.
El paisaje urbano de gran parte del Downtown ha conservado una apariencia similar desde principios del siglo XX. Muchos de los edificios más altos del estado se encuentran aquí. Con 130 m de altura, la estructura más grande de la ciudad es el Industrial National Bank Building, de estilo art déco. Este contrasta con la segunda estructura más alta de la ciudad, el One Financial Plaza, de estilo moderno. Otros edificios del skyline de Providence son el posmoderno 50 Kennedy Plaza y la moderna Textron Tower. En el Downtown se encuentra el histórico hotel Providence Biltmore y el Westminster Arcade, el centro comercial cerrado más antiguo de los Estados Unidos.
La costa sur de la ciudad, lejos del Downtown, es la ubicación de los tanques de petróleo, los muelles de transbordadores y de navegación, las centrales eléctricas y los clubes nocturnos. El Museo Submarino Ruso estuvo ubicado aquí hasta 2008, cuando el submarino se hundió. La barrera contra huracanes Fox Point también se encuentra aquí, construida para proteger a Providence de marejadas ciclónicas como las que sufrió la ciudad durante el Gran Huracán de Nueva Inglaterra de 1938 y el huracán Carol de 1954.

La mayor parte del paisaje urbano comprende molinos industriales abandonados y revitalizados, viviendas de dos y tres pisos, una pequeña cantidad de edificios de gran altura (predominantemente para albergar a personas mayores) y viviendas unifamiliares. La Interestatal 95 sirve como una barrera física entre el núcleo comercial de la ciudad y vecindarios como Federal Hill y West End.

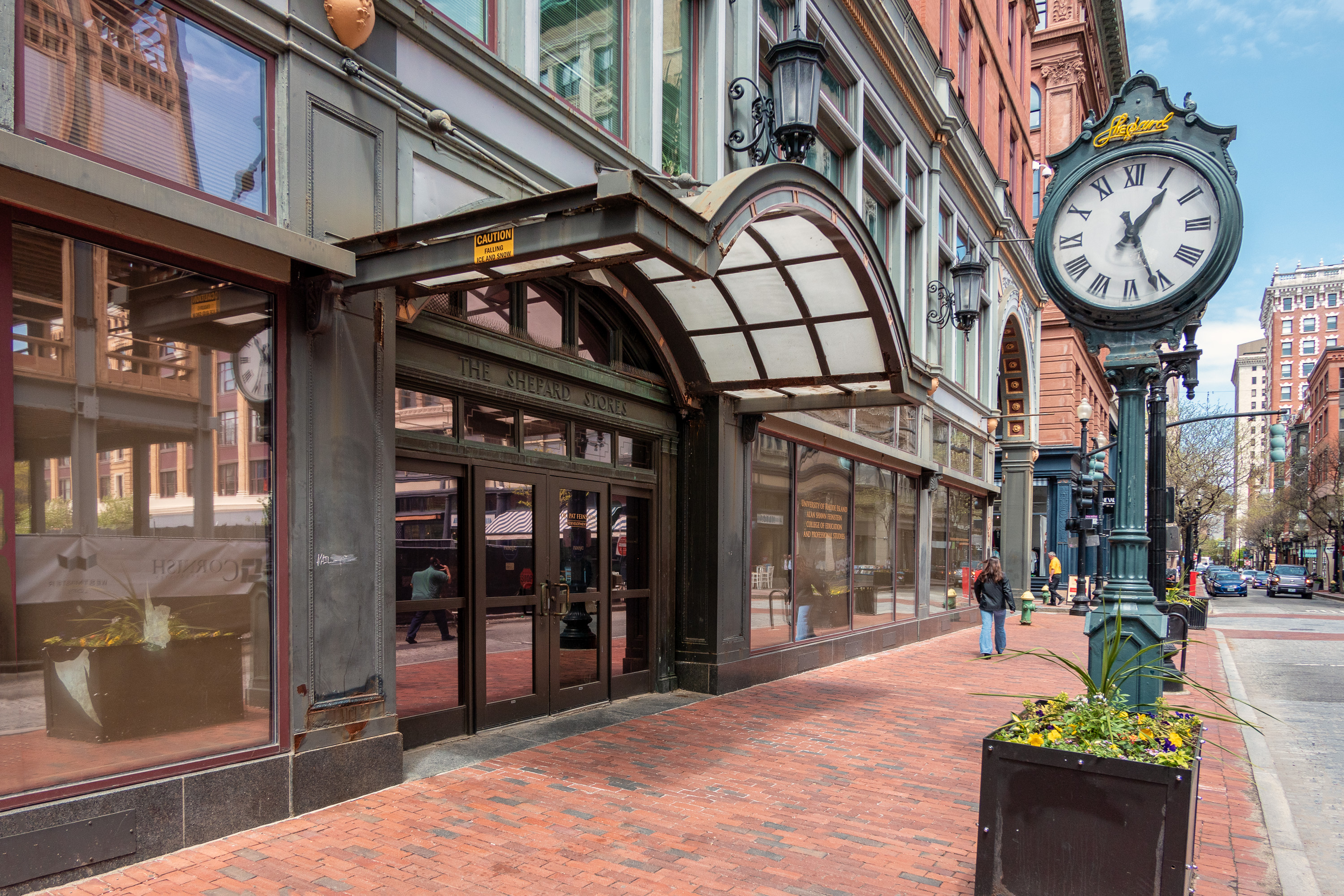
The Shepard Company Building en Downtown Providence
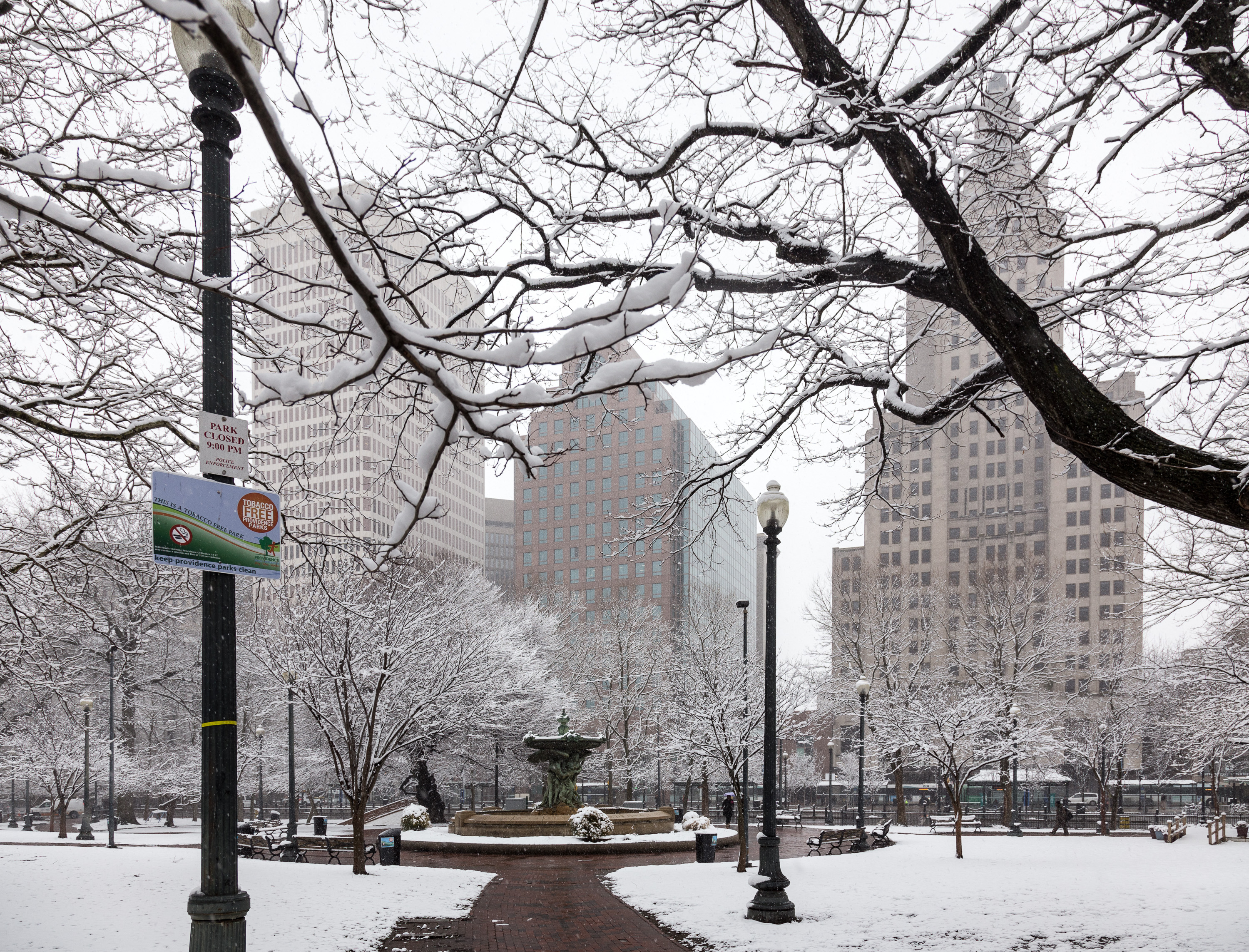
El Parque Burnside en Downtown Providence
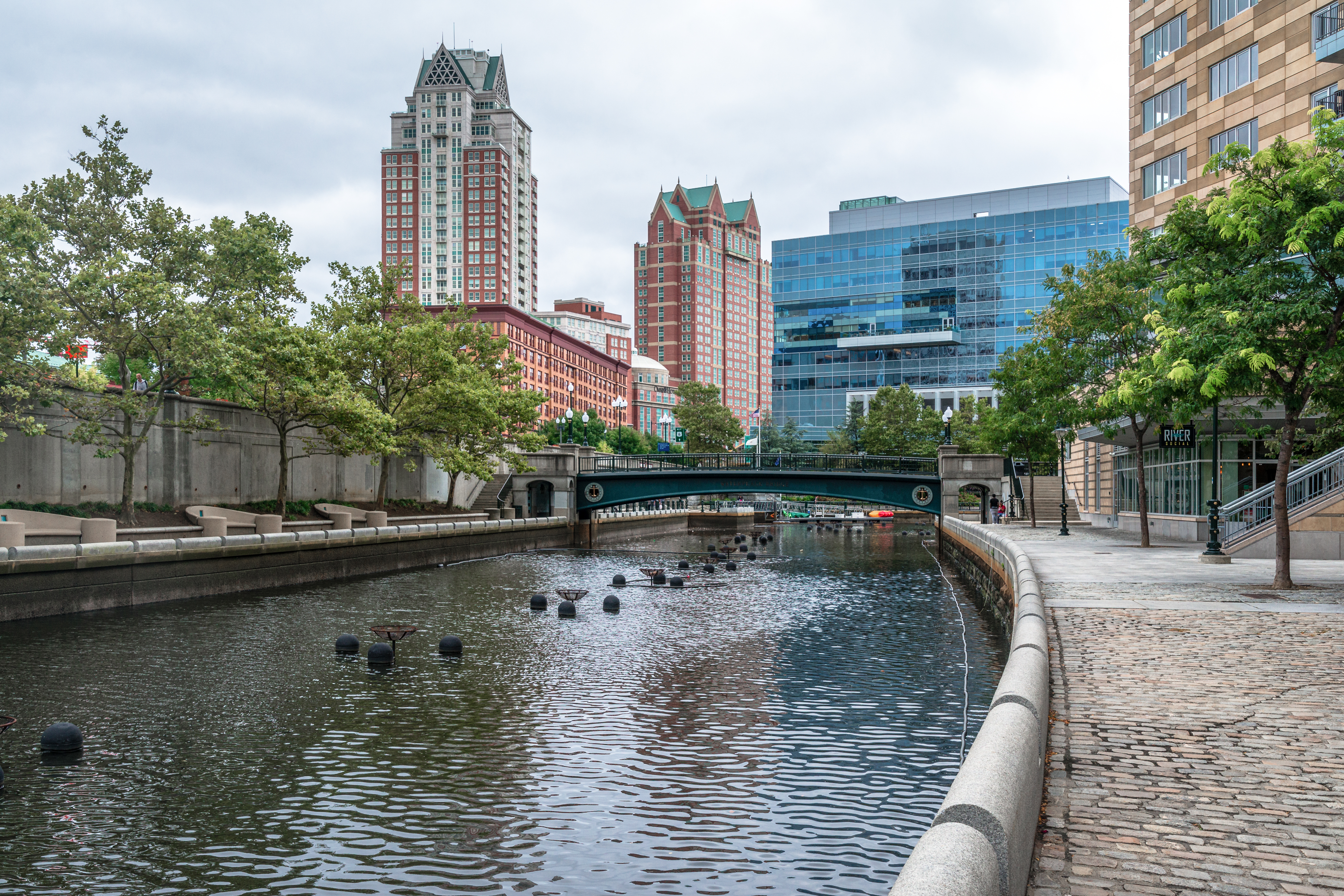
Providence Riverwalk, en el límite del Downtown

### Clima
Providence tiene un clima húmedo continental, con veranos calurosos, inviernos fríos y alta humedad a lo largo del año. La influencia del océano Atlántico mantiene a Providence, y al resto del estado de Rhode Island, más cálida que la mayoría de localidades del interior de Nueva Inglaterra. Enero es el mes más frío con una media de -1 °C, mientras que julio es el mes más cálido con una media de 23,6 °C. Las temperaturas más extremas de la historia han sido -27 °C el 9 de febrero de 1934 y 40 °C en agosto de 1975.
Al igual que el resto de la costa noreste, Providence recibe abundantes precipitaciones durante todo el año. La precipitación mensual va desde un máximo de 124,5 mm en marzo a un mínimo de 73,9mm en julio. Las precipitaciones son generalmente menores en los meses de verano que en los de invierno, cuando tormentas conocidas como «Nor'easters» pueden causar importantes nevadas y nevascas. A pesar de que los huracanes no son frecuentes en la costa de Nueva Inglaterra, la localización de Providence en la cabecera de la bahía Narragansett la hace vulnerable a ellos.
| Parámetros climáticos promedio de Providence, Rhode Island (Aeropuerto T. F. Green), normales 1991–2020, extremos 1904–presente | Parámetros climáticos promedio de Providence, Rhode Island (Aeropuerto T. F. Green), normales 1991–2020, extremos 1904–presente | Parámetros climáticos promedio de Providence, Rhode Island (Aeropuerto T. F. Green), normales 1991–2020, extremos 1904–presente | Parámetros climáticos promedio de Providence, Rhode Island (Aeropuerto T. F. Green), normales 1991–2020, extremos 1904–presente | Parámetros climáticos promedio de Providence, Rhode Island (Aeropuerto T. F. Green), normales 1991–2020, extremos 1904–presente | Parámetros climáticos promedio de Providence, Rhode Island (Aeropuerto T. F. Green), normales 1991–2020, extremos 1904–presente | Parámetros climáticos promedio de Providence, Rhode Island (Aeropuerto T. F. Green), normales 1991–2020, extremos 1904–presente | Parámetros climáticos promedio de Providence, Rhode Island (Aeropuerto T. F. Green), normales 1991–2020, extremos 1904–presente | Parámetros climáticos promedio de Providence, Rhode Island (Aeropuerto T. F. Green), normales 1991–2020, extremos 1904–presente | Parámetros climáticos promedio de Providence, Rhode Island (Aeropuerto T. F. Green), normales 1991–2020, extremos 1904–presente | Parámetros climáticos promedio de Providence, Rhode Island (Aeropuerto T. F. Green), normales 1991–2020, extremos 1904–presente | Parámetros climáticos promedio de Providence, Rhode Island (Aeropuerto T. F. Green), normales 1991–2020, extremos 1904–presente | Parámetros climáticos promedio de Providence, Rhode Island (Aeropuerto T. F. Green), normales 1991–2020, extremos 1904–presente | Parámetros climáticos promedio de Providence, Rhode Island (Aeropuerto T. F. Green), normales 1991–2020, extremos 1904–presente |
| Mes | Ene. | Feb. | Mar. | Abr. | May. | Jun. | Jul. | Ago. | Sep. | Oct. | Nov. | Dic. | Anual |
| --- | --- | --- | --- | --- | --- | --- | --- | --- | --- | --- | --- | --- | --- |
| Temp. máx. abs. (°C) | 21.1 | 22.2 | 32.2 | 36.7 | 35.6 | 36.7 | 38.9 | 40 | 37.8 | 31.1 | 27.2 | 25 | 40 |
| Temp. máx. media (°C) | 3.5 | 4.7 | 8.7 | 14.9 | 20.5 | 25.4 | 28.7 | 27.9 | 23.8 | 17.7 | 11.8 | 6.3 | 16.2 |
| Temp. media (°C) | -1 | 0 | 3.8 | 9.6 | 15.1 | 20.1 | 23.6 | 22.8 | 18.7 | 12.4 | 6.9 | 1.9 | 11.2 |
| Temp. mín. media (°C) | -5.5 | -4.7 | -1 | 4.2 | 9.6 | 14.9 | 18.4 | 17.7 | 13.6 | 7.3 | 2.1 | -2.4 | 6.2 |
| Temp. mín. abs. (°C) | -25 | -27.2 | -17.2 | -11.7 | -1.7 | 3.9 | 8.9 | 4.4 | 0 | -6.7 | -14.4 | -24.4 | -27.2 |
| Precipitación total (mm) | 100.6 | 87.4 | 124.5 | 109 | 85.6 | 96.8 | 73.9 | 91.2 | 105.9 | 106.2 | 108.5 | 118.1 | 1207.5 |
| Nevadas (cm) | 26.2 | 26.7 | 16.3 | 1.5 | 0 | 0 | 0 | 0 | 0 | 0.5 | 2.5 | 19.3 | 93 |
| Días de precipitaciones (≥ 0.2 mm)                                                                                              | 11.2 | 10.3 | 11.6 | 11.7 | 12.2 | 10.8 | 9.3 | 9.1 | 9.1 | 10.2 | 9.6 | 11.9 | 127.0 |
| Días de nevadas (≥ 0.2 cm) | 5.7 | 5.4 | 3.7 | 0.4 | 0.0 | 0.0 | 0.0 | 0.0 | 0.0 | 0.1 | 0.6 | 3.4 | 19.3 |
| Horas de sol | 171.7 | 172.6 | 215.6 | 225.1 | 254.9 | 274.1 | 290.6 | 262.8 | 233.0 | 208.7 | 148.0 | 148.6 | 2605.7 |
| Humedad relativa (%) | 63.9 | 63.0 | 62.9 | 61.4 | 66.6 | 70.1 | 71.0 | 72.5 | 73.0 | 70.2 | 68.9 | 67.0 | 67.5 |
| Fuente n.º 1: NOAA (humedad y horas de sol 1961–1990)                                                                           | | | | | | | | | | | | | |
| Fuente n.º 2: Weather Atlas | | | | | | | | | | | | | |

## Demografía
Según el censo de 2010, en Providence había 178 042 personas, 162 956 viviendas, y 35 261 familias. La densidad de población era de 3840 habitantes por kilómetro cuadrado, bastante alta y característica de ciudades relativamente antiguas de Nueva Inglaterra como New Haven (Connecticut), Springfield (Massachusetts) y Hartford (Connecticut). También al igual que estas ciudades, la población llegó a su punto más alto en la década de 1940, justo antes del periodo de rápida urbanización que se dio en todo el país.
Providence ha tenido una importante población italiana desde comienzos del siglo XX; en 1930, el 20% de la población aseguraba tener antepasados italianos, porcentaje que ha bajado a 13% en la actualidad. Esta influencia se manifiesta en el barrio Little Italy, en Federal Hill. Los inmigrantes irlandeses también tienen una importancia considerable; el 9% de los residentes aseguran tener antepasados irlandeses.
Según la Oficina del Censo en 2000 los ingresos medios por hogar en la localidad eran de 26 867 dólares, y los ingresos medios por familia eran de 32 058 dólares. Alrededor del 29.1% de la población y del 23.9% de las familias estaban por debajo del umbral de pobreza.

## Economía

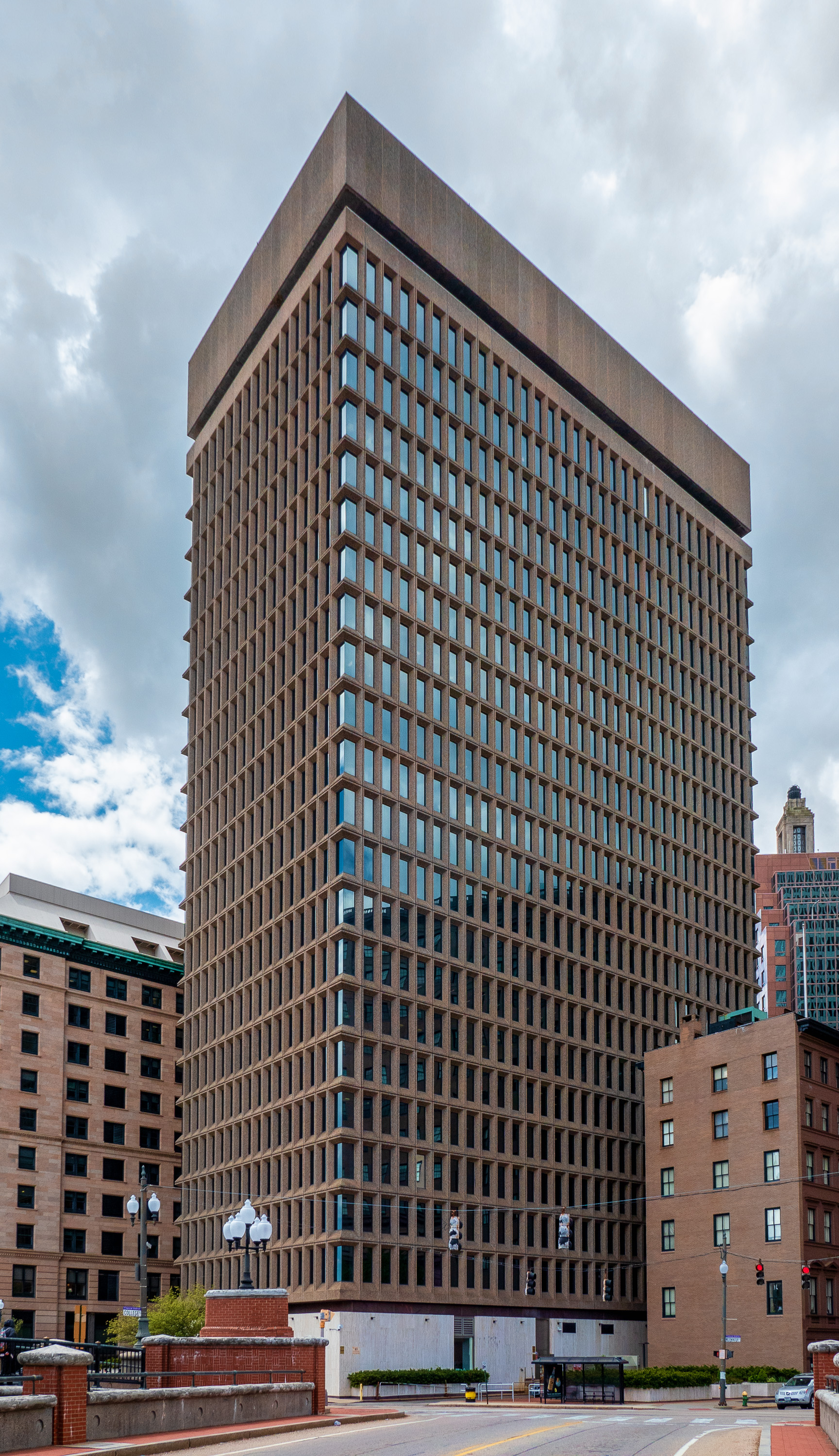
La Textron Tower, sede mundial de Textron, está situada en 40 Westminster Street

Alrededor de 1830, Providence tenía industrias manufactureras en metales, maquinaria, textiles, joyería y platería. La fabricación ha disminuido desde entonces, pero la ciudad sigue siendo uno de los mayores centros de diseño y fabricación de joyería y platería. Los servicios también constituyen una gran parte de la economía de la ciudad, en particular la educación, la atención médica y las finanzas. Providence también es el sitio de una instalación de centro seccional (SCF), un centro regional para el Servicio Postal de Estados Unidos Es la capital de Rhode Island, por lo que la economía de la ciudad también consiste en servicios gubernamentales.
Las empresas destacadas con sede en Providence incluyen Fortune 500 Textron, un conglomerado industrial de tecnologías avanzadas; United Natural Foods, distribuidora de alimentos naturales y orgánicos; Fortune 1000 Nortek Incorporado; Gilbane, empresa constructora e inmobiliaria. Otras empresas con sede en la ciudad incluyen Citizens Bank, Virgin Pulse, Ørsted US Offshore Wind y Providence Equity.
La ciudad alberga el Centro de Convenciones de Rhode Island, que se inauguró en diciembre de 1993. Junto con un hotel, el centro de convenciones está conectado con Providence Place Mall, un importante centro comercial, a través de una pasarela elevada.

## Cultura

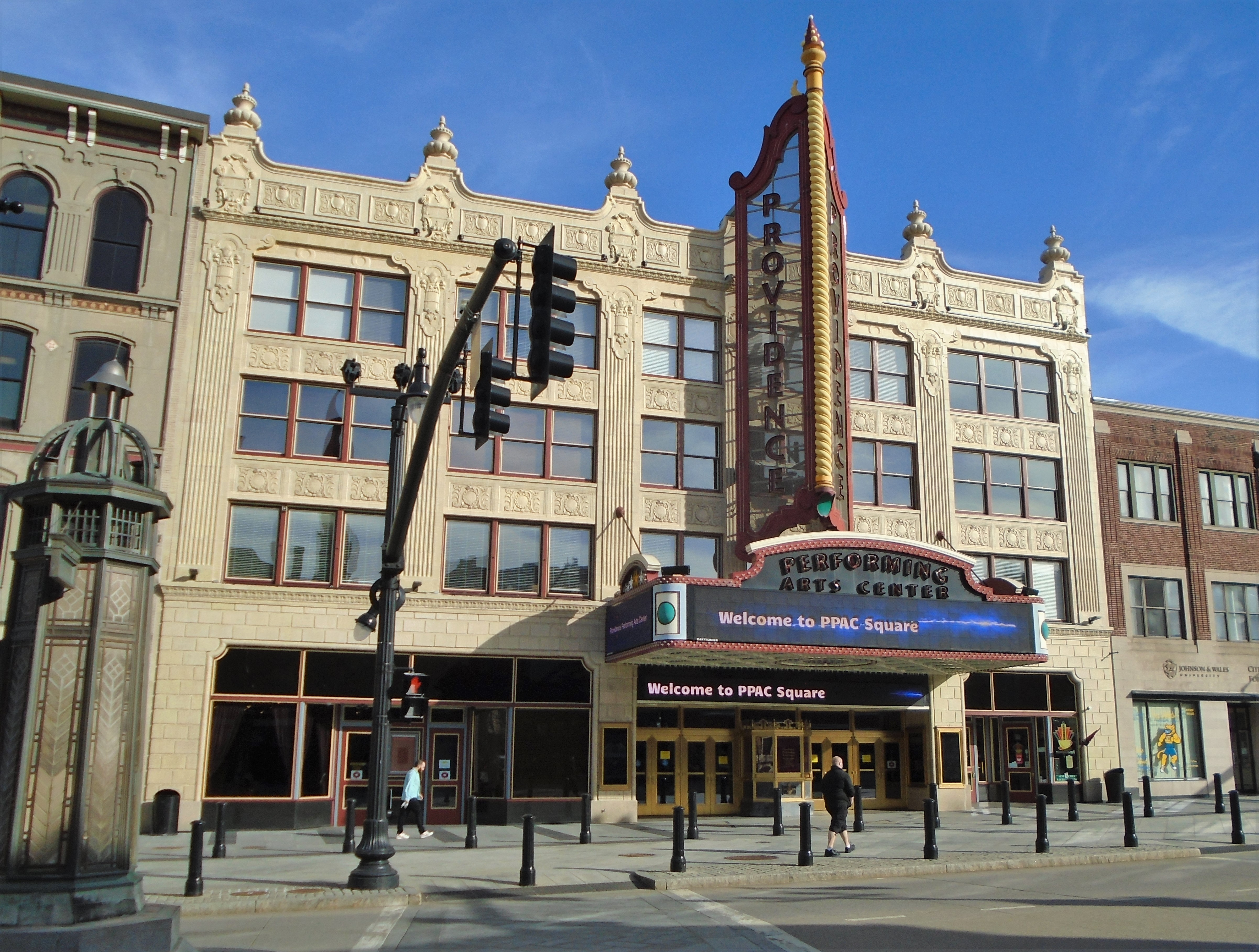
El Providence Performing Arts Center.

Mucha de la cultura de Providence es similar a la de Rhode Island. Al igual que en el estado, los habitantes de la ciudad tienen un acento no rótico. Providence tiene el mayor número de tiendas de donuts per cápita de cualquier ciudad del país, una por cada 4700 habitantes. Providence, como muchas otras ciudades de Estados Unidos, tiene la reputación de tener el mayor número de restaurantes per cápita, muchos de los cuales han sido fundados o dirigidos por graduados de la Universidad Johnson & Wales.
Providence tiene varios barrios étnicos, los más importantes son Federal Hill y el North End (italianos), Fox Point (portugués), West End (principalmente centroamericano y asiático), y Smith Hill (irlandés con enclaves diversos de otras etnias).
La ciudad ha ganado reputación como una de las comunidades gais más activas y crecientes del noreste; la tasa de relaciones homosexuales es un 75% más alta que la media nacional. El antiguo alcalde, David Cicilline, ganó las elecciones como un hombre abiertamente gay, lo que lo convirtió en el primer alcalde abiertamente gay de una capital de estado de Estados Unidos En Providence se encuentran las mayores saunas para gais de Nueva Inglaterra.
Durante los meses de verano, la ciudad es la sede de WaterFire, una instalación de arte ambiental que consiste en unas 100 hogueras que arden justo por encima de la superficie de los tres ríos que cruzan Downtown Providence. Hay múltiples eventos de WaterFire que están acompañados por piezas de música clásica y world music. Las muestras de arte público, sobre todo las esculturas, cambian regularmente. El grupo de teatro ganador de un premio Tony Trinity Repertory Company, la Providence Black Repertory Company, y la Rhode Island Philharmonic Orchestra tienen su origen en Providence.
Providence también es la sede de varios centros de interpretación de arte como el Veterans Memorial Auditorium, el Providence Performing Arts Center, y el Providence Festival Ballet. La escena de música underground de la ciudad, centrada alrededor de espacios controlados por los artistas como el ya extinto Fort Thunder, es conocida en círculos de música underground. En la ciudad se ambienta El caso de Charles Dexter Ward (1928) de H. P. Lovecraft.

### Artes escénicas
En la ciudad hay distintas asociaciones culturales: un grupo de teatro, la Trinity Repertory Company, ganadora de un premio Tony; la Providence Black Repertory Company; la Orquesta Filarmónica de Rhode Island; o The American Band, asociada anteriormente con el destacado compositor estadounidense David Wallis Reeves. En Providence hay también varios centros de artes escénicas, como el Veterans Memorial Auditorium, el Providence Performing Arts Center y el Festival Ballet Providence. La música underground de la ciudad se centra en espacios dirigidos por artistas como el ahora desaparecido Fort Thunder y es conocida en los círculos alternativos. Providence también alberga Providence Improv Guild, un teatro de improvisación que tiene representaciones semanales y ofrece clases de improvisación y sketches de comedia, y AS220, un antiguo centro artístico sin fines de lucro con espacios de exhibición, educativos y de actuación, así como presentaciones en vivo.

### Sitios de interés
Providence tiene un sistema de parques de 5 km². Entre estos se destacan Waterplace Park y Riverwalk, Roger Williams Park, Roger Williams National Memorial y Prospect Terrace Park. Prospect Terrace Park tiene amplias vistas del Downtown, así como una estatua de granito de 15 pies de altura de Roger Williams que contempla la ciudad. Como una de las primeras ciudades de Estados Unidos, Providence contiene muchos edificios históricos, mientras que el vecindario East Side en particular incluye el área contigua más grande de edificios que figuran en el Registro Nacional de Lugares Históricos, con muchas casas construidas antes de la Independencia.

#### East Side
El East Side de Providence también alberga la Primera Iglesia Bautista de América, que fue fundada por Williams en 1638, así como la Old State House, que sirvió como capitolio del estado desde 1762 hasta 1904. Muy cerca se encuentra el Monumento Nacional Roger Williams. La Casa del Estado tiene la cuarta cúpula de mármol autoportante más grande del mundo y la segunda cúpula de mármol más grande después de la Basílica de San Pedro en Roma. Westminster Arcade es el centro comercial cerrado más antiguo del país.
El Museo de la Escuela de Diseño de Rhode Island contiene la vigésima colección más grande de Estados Unidos. El Providence Athenaeum es la cuarta biblioteca más antigua de Estados Unidos, además de la Biblioteca Pública de Providence y las nueve sucursales de la Biblioteca Comunitaria de Providence. Edgar Allan Poe frecuentaba la biblioteca y conoció y cortejó a Sarah Helen Whitman en la biblioteca. También H. P. Lovecraft iba con frecuencia a ese lugar.

#### Downtown
El Bank Newport City Center está ubicado cerca de la Plaza Kennedy en el Downtown, conectado por un túnel peatonal a Waterplace Park, un parque de adoquines y concreto debajo del tráfico de la calle que linda con los tres ríos de Providence. Otro hito del Downtown es Providence Biltmore, un hotel histórico junto a la Plaza Kennedy.
La parte sur de la ciudad alberga la famosa atracción Big Blue Bug, la termita más grande del mundo y la mascota del homónimo Big Blue Bug Solutions. Roger Williams Park contiene un zoológico, un centro botánico y el Museo de Historia Natural y Planetario.

## Deportes
La ciudad es la sede del Providence Bruins de la American Hockey League, que juega en el Dunkin' Donuts Center (antiguamente el Providence Civic Center). De 1926 a 1972, los Providence Reds de la AHL jugaron en el Rhode Island Auditorium. En 1972, el equipo se trasladó al Providence Civic Center, donde jugaron hasta que se desplazaron a Binghamton, Nueva York, en 1977.
La ciudad es la sede del equipo de rugby league Rhode Island Rebellion, que juega en la escuela secundaria Classical. Su temporada inaugural comenzó el 4 de junio de 2011.
Los New England Patriots de la NFL y el New England Revolution de la MLS juegan en Foxborough, Massachusetts, que está situado a medio camino entre Providence y Boston. Antiguamente, Providence fue la sede de los Providence Steam Roller de la NFL en la década de 1920 y en la de 1930, y de los Providence Steamrollers de la BAA en la década de 1940. La ciudad también fue el lugar donde Rocky Marciano ganó 29 de sus 49 luchas.
El ya extinto equipo de béisbol de la ciudad, los Providence Grays, compitió en la Liga Nacional de 1879 a 1885. El equipo venció a los New York Metropolitans en la primera Serie Mundial exitosa del béisbol en 1884. Hoy, el béisbol profesional está representado por los Pawtucket Red Sox, que juegan en la vecina Pawtucket.
Providence fue la sede del evento de deportes alternativos Gravity Games de 1999 a 2001, y fue la primera de sede de los X Games, conocidos en su primera edición como los Extreme Games, en 1995. Providence tiene su propia liga de roller derby; fue formada en 2004 y tiene cuatro equipos: el Providence Mob Squad, los Sakonnet River Roller Rats, los Old Money Honeys, y los Rhode Island Riveters.

## Gobierno

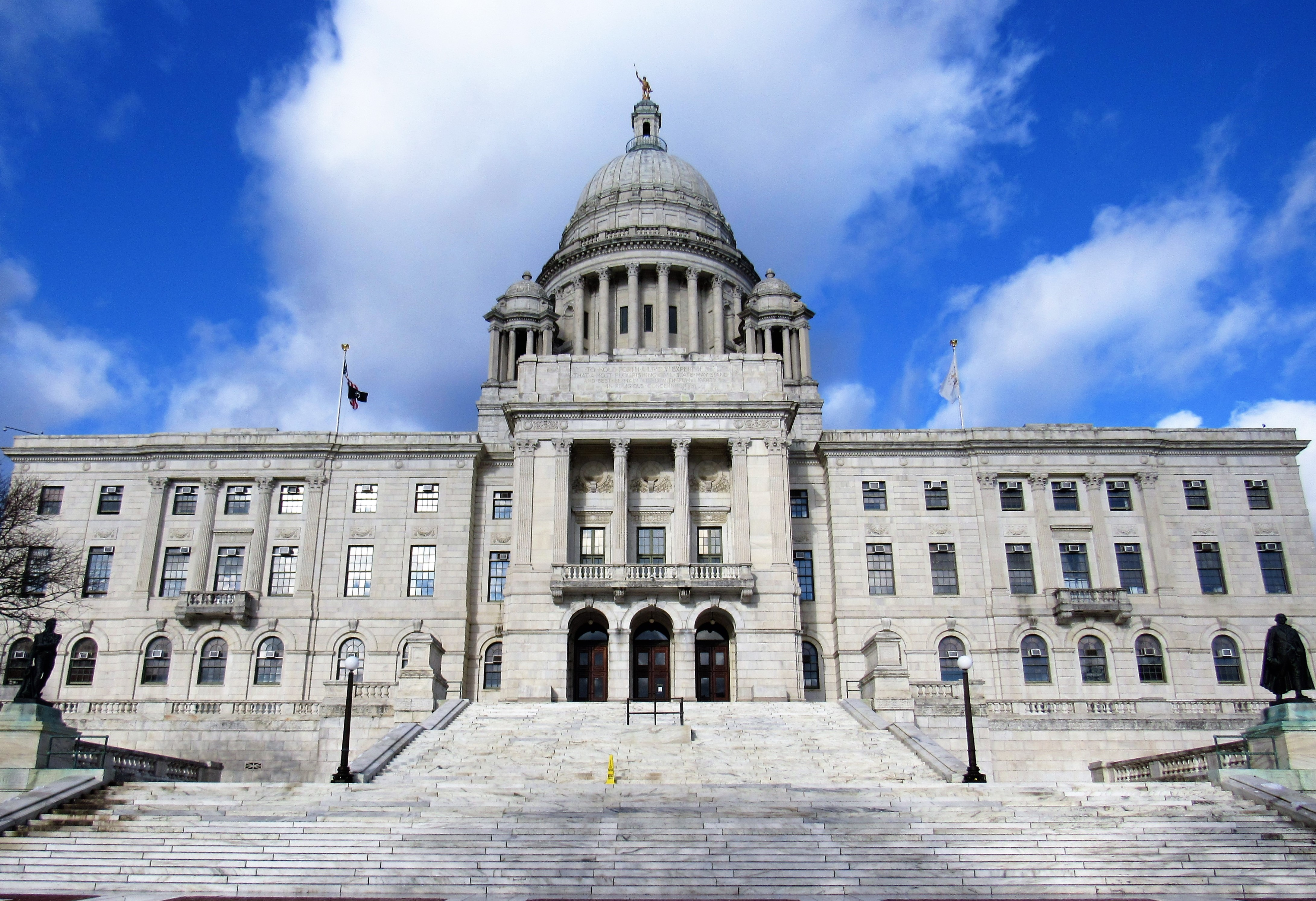
Casa del Estado de Rhode Island, situada en 900 Smith Street

Como capital del estado, Providence alberga la Asamblea General de Rhode Island, así como las oficinas del gobernador y el vicegobernador en la Casa del Estado de Rhode Island. La ciudad en sí tiene un gobierno de alcalde-consejo. El Ayuntamiento de Providence consta de 15 concejales, uno para cada uno de los distritos de la ciudad, que promulgan ordenanzas y aprueban un presupuesto anual. Providence también tiene tribunales testamentarios y superiores. El Tribunal de Distrito de Estados Unidos para el Distrito de Rhode Island está ubicado en el Downtown, frente al Ayuntamiento de Providence, junto a la Plaza Kennedy.
En noviembre de 2002, David Cicilline fue elegido alcalde de Providence, convirtiéndose en el primer alcalde abiertamente gay de la capital de un estado de Estados Unidos.
El primer alcalde latino de la ciudad fue Ángel Taveras, quien asumió el cargo el 3 de enero de 2011. El actual alcalde Jorge Elorza lo sucedió el 5 de enero de 2015.

## Educación
El Distrito de Escuelas Públicas de Providence gestiona las escuelas públicas.

### Universidades
- Community College de Rhode Island
- Escuela de Diseño de Rhode Island, una de las escuelas mejores de arte del país
- Providence College
- Rhode Island College
- Universidad Brown, una universidad de la Ivy League
- Universidad Johnson & Wales, notado por su programas culinarios
- Universidad de Rhode Island (campus de Providence)

## Providencianos ilustres
- H. P. Lovecraft (1890-1937), escritor de ciencia ficción y terror.
- Bill Conti (1943- ), compositor.
- Henry Giroux (1943- ), crítico cultura y teórico de la pedagogía crítica.
- Ernie DiGregorio (1951- ), baloncestista.
- Marvin Barnes (1952-2014), baloncestista.
- Charles Palumbo (1971- ), luchador profesional.
- Damien Chazelle (1985), director de cine y guionista.
- Adam Mcllwee (Wicca Phase Springs Eternal) (1990- ), artista musical, vocalista de Tigers Jaw.

## Lugares
- Centro botánico del parque Roger Williams

## Ciudades hermanadas
- Nom Pen, Camboya
- Concepción, Chile
- Florencia, Italia
- Riga, Letonia
- Ciudad de Guatemala, Guatemala
- Tabasco, México